# Forcipomyia biannulata
Forcipomyia biannulata är en tvåvingeart som beskrevs av Ingram och John William Scott Macfie 1924. Forcipomyia biannulata ingår i släktet Forcipomyia och familjen svidknott. Inga underarter finns listade i Catalogue of Life.